# Abdul Zubairu
Abdul Musa Zubairu (* 3. října 1998, Nigérie) je nigerijský fotbalový záložník, od února 2017 hráč klubu AS Trenčín.

## Klubová kariéra
- GBS Football Academy (mládež)[1]
- FK AS Trenčín 2017–

V Nigérii působil ve fotbalové akademii GBS Football Academy. V únoru 2017 přestoupil společně s krajany Issou Adekunlem a Hillarym Gongem na Slovensko do klubu FK AS Trenčín.